# Bruce Douglas (rugbista)
Bruce Andrew Ferguson Douglas (Edimburgo, 10 febbraio 1980) è un rugbista a 15 scozzese, ruolo pilone.
Ha indossato la maglia della Nazionale scozzese per la prima volta il 9 novembre 2002 contro la Romania (37-10 per gli scozzesi).

## Dati fisici
- altezza m 1,80.
- peso forma kg 110.

## Statistiche
(Aggiornate al 10.07.06)
- Presenze in nazionale scozzese (CAP): 43.
- Sei Nazioni disputati: 2003, 2004, 2005 e 2006.
- Mondiali disputati: 2003.

## Squadre
- NEC Harlequins
- Border Reivers

## Presenze Coppe Europee
| Stagione | Squadra        | Giocate | Mete | Trasformazioni | Drop | Calci Punizione | C. Giallo | C. Rosso | Punti |
| -------- | -------------- | ------- | ---- | -------------- | ---- | --------------- | --------- | -------- | ----- |
| 2001-02  | NEC Harlequins | 0(3)    | 0    | 0              | 0    | 0               | 0         | 0        | 0     |
| 2002-03  | The Borders    | 4       | 0    | 0              | 0    | 0               | 0         | 0        | 0     |
| 2003-04  | The Borders    | 6       | 0    | 0              | 0    | 0               | 1         | 0        | 0     |
| 2004-05  | The Borders    | 3       | 0    | 0              | 0    | 0               | 0         | 0        | 0     |
| 2005-06  | Border Reivers | 6       | 0    | 0              | 0    | 0               | 0         | 0        | 0     |
| 2006-07  | Border Reivers | 0(2)    | 0    | 0              | 0    | 0               | 0         | 0        | 0     |
| Totale   |                | 19(5)   | 0    | 0              | 0    | 0               | 1         | 0        | 0     |